# Александър Кравчук
Проф. Александър (Алекса̀ндер) Кра̀вчук (на полски: Aleksander Krawczuk) е полски историк и есеист, професор по хуманитарни науки, преподавател в Ягелонския университет, бивш министър на културата на Полша, два мандата член на Европейския парламент.

## Биография
По време на Втората световна война е в Армия Крайова.
През 1949 г. завършва Факултета по философия и история в Ягелонския университет и остава на работа в катедрата по антична история. През 1985 г. получава званието професор. Публикува множество преведени на няколко езика научни трудове и е член един на асоциацията на полските писатели.
Министър на културата в правителството на Збигнев Меснер (1986 – 1989). От 1991 до 1997 г. е депутат в Европейския парламент.
През 1997 г. президентът Александер Квашневски, като признание за изключително ценен принос към националната култура, му присъжда Големия кръст на Ордена на възродена Полша. През 2009 г.получава златен медал "За заслуги в културата на Gloria Artis".

## Произведения
- Kolonizacja sullańska (1960)
- Юлий Цезар, Gajusz Juliusz Cezar (1962)
- Октавиан Август, Cesarz August (1964)
- Нерон, Neron (1965)
- Herod, król Judei (1965)
- Perykles i Aspazja (1967)
- Siedmiu przeciw Tebom (1968)
- Sprawa Alkibiadesa (1968)
- Дните на Клеопатра, Kleopatra (1969)
- Wojna Trojańska: Mit i historia (1969)
- Konstantyn Wielki (1970)
- Pan i jego filozof. Rzecz o Platonie (1970)
- Ród Konstantyna (1972)
- Sennik Artemidora (1972)
- Tytus i Berenika (1972)
- Julian Apostata (1974)
- Rzym i Jerozolima (1974)
- Mity, mędrcy, polityka (1975)
- Maraton (1976)
- Ostatnia Olimpiada (1976)
- Upadek Rzymu. Księga wojen (1978)
- Starożytność odległa i bliska (1980)
- Mitologia starożytnej Italii (1982)
- Ród Argeadów (1982)
- Stąd do starożytności (1985)
- Poczet Cesarzy Rzymskich (1986)
- Opowieści o zmarłych. Cmentarz Rakowicki (1987)
- Groby Cheronei (1988)
- Alfabet Krawczuka Mitologiczny (1991)
- Rzymianki (1992)
- Poczet cesarzy bizantyjskich (1992)
- Kronika starożytnego Rzymu (1994)
- Kronika Rzymu i Cesarstwa Rzymskiego (1997)
- Poczet cesarzowych Rzymu (1998)
- Rzym, Kościół, cesarze (2000)
- Polska za Nerona (2002)
- Spotkania z Petroniuszem (2005)